# Dębina (Lututów)
Dębina – część miasta Lututów w Polsce, położona w województwie łódzkim, w powiecie wieruszowskim, w gminie Lututów.
W latach 1975–1998 Dębina należała administracyjnie do województwa sieradzkiego.
Do 2006 r. Dębina była miejscowością podstawową typu wieś. W 2006 r. została włączona do wsi Lututów stając się jej częścią, jej teren nazwano ulicą Dębową. Od 2020 Lututów stał się miastem, tym samym Dębina została częścią miasta Lututów.